# 斯巴達鎮區 (伊利諾伊州諾克斯縣)
斯巴達鎮區（英語：Sparta Township）是位於美國伊利諾伊州諾克斯縣的一個行政鎮區。

## 地方資料
根據2010年美國人口普查的數據，斯巴達鎮區的面積為93.50平方千米，當中陸地面積為93.47平方千米，而水域面積為0.03平方千米。當地共有人口1119人，而人口密度為每平方千米11.97人。